# Kenneth (Minnesota)
Kenneth – miasto w Stanach Zjednoczonych, w stanie Minnesota, w hrabstwie Rock.